# モワニョー (クレーター)
モワニョー (Moigno) は、月の表側にあるクレーターであり、月の北部に位置する。学術雑誌『コスモス』を創設し、実無限数のいわゆる不可能性について言及したフランスの数学者、フワンソワ・ナポレオン・マリー・モワニョーにちなんで名づけられた。
モアニョーは氷の海の北東に位置しており、モアニョーの東にはアーノルト、北西にはネイソン、南にはケーン、北にはペーテルスが位置している。
モアニョーの周壁は隕石の衝突などによって風化しており、いたるところで崩壊している。モアニョーの周壁の形状は円に近く、西側の周壁には複数の隙間が存在している。モアニョーの底面は溶岩によって覆われており、水平で平坦な土地となっている。モアニョーの底面の南部にはモアニョーCが位置している。

## 従属クレーター
モワニョーのごく近くにある小さな無名のクレーターについては、アルファベットを付加することによって識別される。
| 名称        | 月面緯度     | 月面経度     | 直径  |
| ----------- | ------------ | ------------ | ----- |
| モワニョーA | 北緯 64.8 度 | 東経 29.7 度 | 16 km |
| モワニョーB | 北緯 64.6 度 | 東経 26.1 度 | 26 km |
| モワニョーC | 北緯 65.9 度 | 東経 29.0 度 | 9 km  |
| モワニョーD | 北緯 65.2 度 | 東経 27.7 度 | 23 km |